# Merry Christmas in Summer
MERRY X'MAS IN SUMMER o Merry Christmas in Summer (メリー・クリスマス・イン・サマー) es el nombre con el que se conoce al tercer sencillo, de la banda nipona Kuwata Band, es posterior al tema "Skip Beat (SKIPPED BEAT)". Fue liberado el 5 de julio de 1986 por Victor Entertainment (filial de la empresa JVC), bajo su sello discográfico "TAISHITA".

## Biografía
El tema alcanzó el tercer lugar durante sus dos primeras semanas, posteriormente obtuvo el primer y segundo lugar, en la lista de Oricon. La canción fue versionada por Teresa Teng, quien lanzó una versión tanto en japonés, como en mandarín. 
A fines de los años 1980, Robbie Nevil realizó una versión en inglés.

## Años posteriores
Debido a que Kuwata Band es un proyecto alterno de los miembros que lo conforman, el tema sigue siendo interpretado por estos, aunque anexando miembros de soporte, y sin utilizar ya el nombre de la banda.
A principios de la década de 1990 fue incluido en un best álbum navideño.
En el año 2002 se relanzó el tema, en un best álbum de Keisuke Kuwata nombrado "Top of the Pops".
Su más reciente interpretación en vivo se apreció el 24 de septiembre de 2011, que llevó por nombre "Keisuke Kuwata – Miyagi Live~Asu e no March!!~"

## Curiosidades
- Existe un dorama lanzado en el año 2000, titulado "Merry Christmas in Summer".
- Es el único sencillo del grupo que tuvo PV.

## Letra y composición
- Keisuke Kuwata
- Yoshiharu Matsuzaki

## Interpretación
- Keisuke Kuwata Vocal / Guitarra
- Norio Konno Percusión / Coro
- Yoshinobu Kojima Teclado / Coro
- Hitoshi Takuma Bajo / Coro
- Junichi Kawauchi Guitarra / Coro
- Hiroshi Matsuda Batería / Coro